# Sebergham
Sebergham är en by och en civil parish i Cumbria i England. Orten har 361 invånare (2001). Den har en kyrka.